# Santa Teresa Gallura
Santa Teresa Gallura (Lungoni in gallurese, Lungone in sardo) è un comune italiano di 5 105 abitanti in provincia della Gallura Nord-Est Sardegna nella zona omogenea Olbia-Tempio, in Sardegna. Sino al 2016 faceva parte della provincia di Olbia-Tempio, dal 2016 al 2024 ha nuovamente fatto parte della provincia di Sassari. È il comune più a nord della Sardegna nella terraferma.

## Geografia fisica

### Territorio

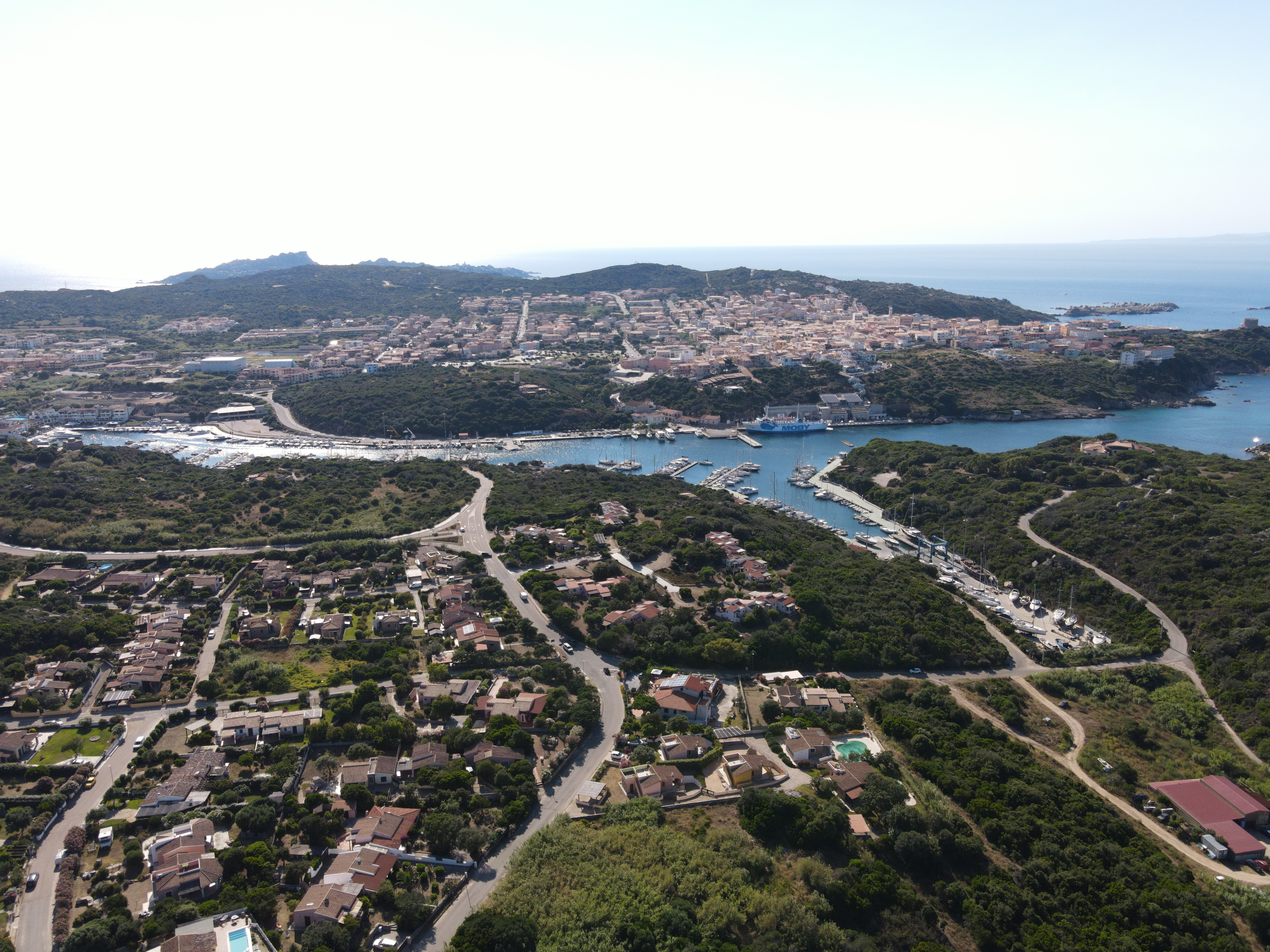
Territorio di Santa Teresa Gallura

Il paese si snoda su un promontorio che guarda a nord la costa meridionale della Corsica da cui è separata dalle Bocche di Bonifacio, distante appena 11 miglia da capo Pertusato, a nord-est l'arcipelago di La Maddalena, e ad ovest si affaccia sul mar di Sardegna.
Appartengono al territorio di Santa Teresa gli scogli di Monte Russu, della Colombaia e di Munichedda.

## Storia

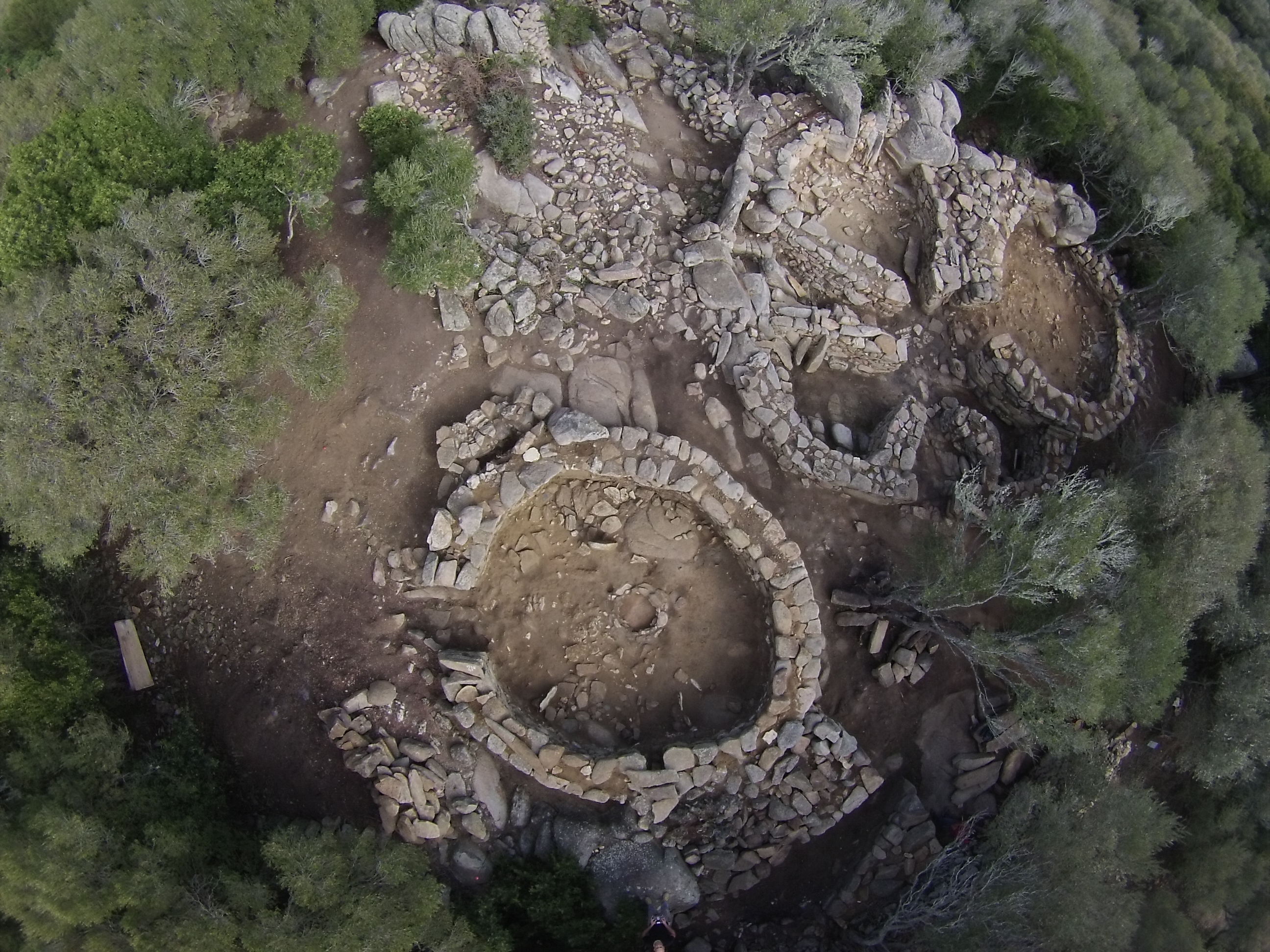
Villaggio di Lu Brandali

Il territorio è abitato dall'uomo sin dalla preistoria come dimostrato dalla presenza di nuraghi e tombe dei giganti (Lu Brandali).
Anticamente conosciuta col nome di Longosardo (o Longo Sardo o Longone), era già in periodo romano un porto di notevole importanza. Tale notorietà era dovuta al granito estratto nei dintorni che veniva trasportato verso Roma. Queste premesse rendono plausibile l'ipotesi che in zona fosse collocata l'antica città di Tibula. Le cave di capo Testa hanno fornito granito per il duomo e il battistero di Pisa e, si narra, anche per il Pantheon di Roma.
Nel medioevo la località, inserita nella curatoria di Taras o Montanea, passò sotto i giudici di Gallura; il borgo di Longosardo fu fondato probabilmente da mercanti pisani nel XII secolo per incentivare il commercio locale.

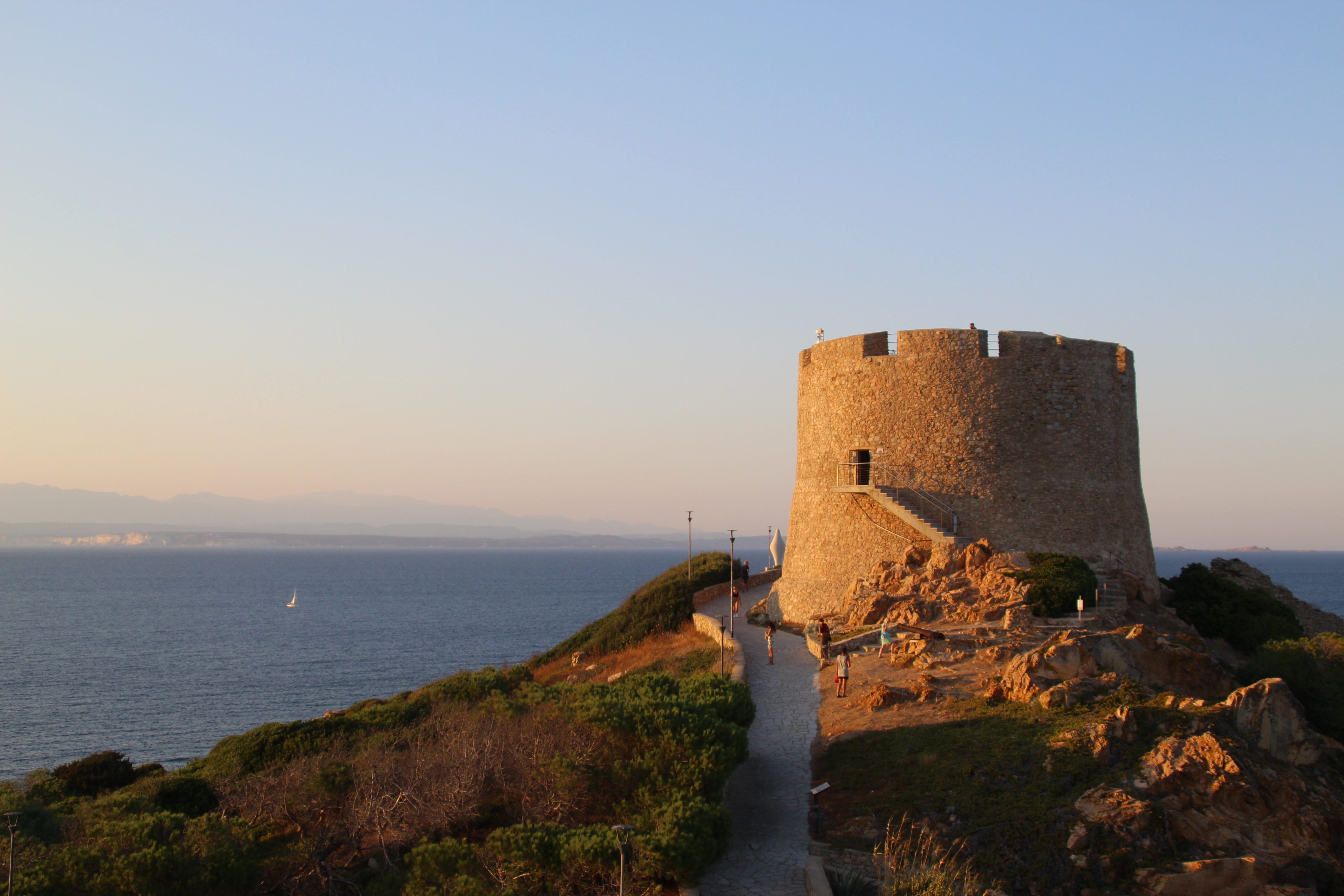
Torre di Longonsardo

Nel XIV secolo gli aragonesi, poco dopo la conquista dell'isola, edificarono un castello ex-novo, poi lungamente conteso durante la guerra sardo-catalana. Dopo la fine delle ostilità il borgo ed il castello di Longosardo furono donati in feudo a Ferrando de Castrillo. La situazione perdurò fino al 1442 quando Longosardo fu assalito dai genovesi guidati da Francesco Spinola che saccheggiarono sia il castello che il borgo. Così l'anno successivo Alfonso V d'Aragona ordinò la loro definitiva demolizione. Il territorio di Longone fu quindi assegnato in feudo, insieme al suo porto, a Pietro Maça Carroz d'Arborea.

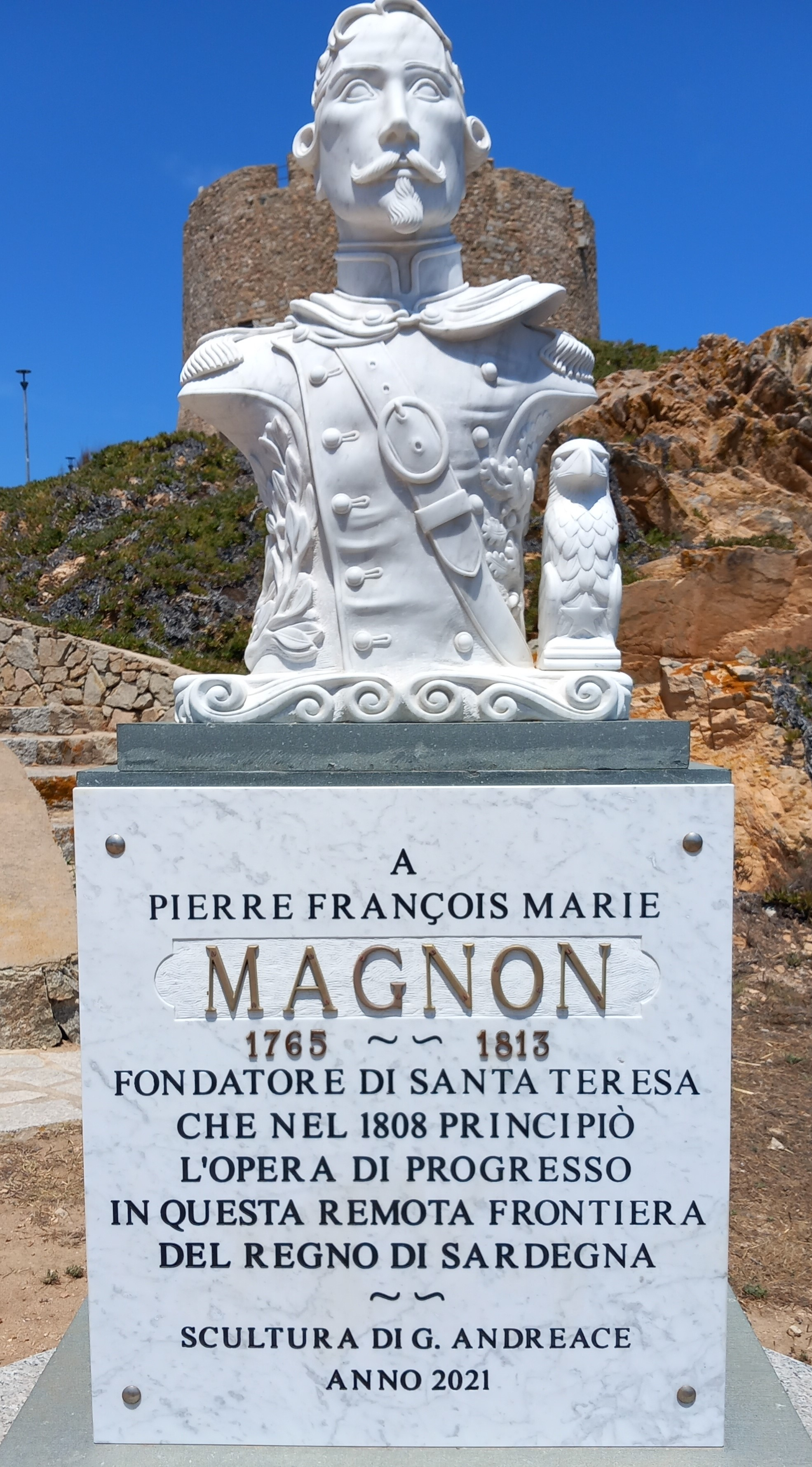
Monumento a Francesco Maria Magnon

Un luogo storico di particolare interesse è la torre di Longosardo (edificata attorno al XVI secolo per ordine del re di Spagna e di Sardegna Filippo II) situata sul lembo di roccia più estremo del paese.

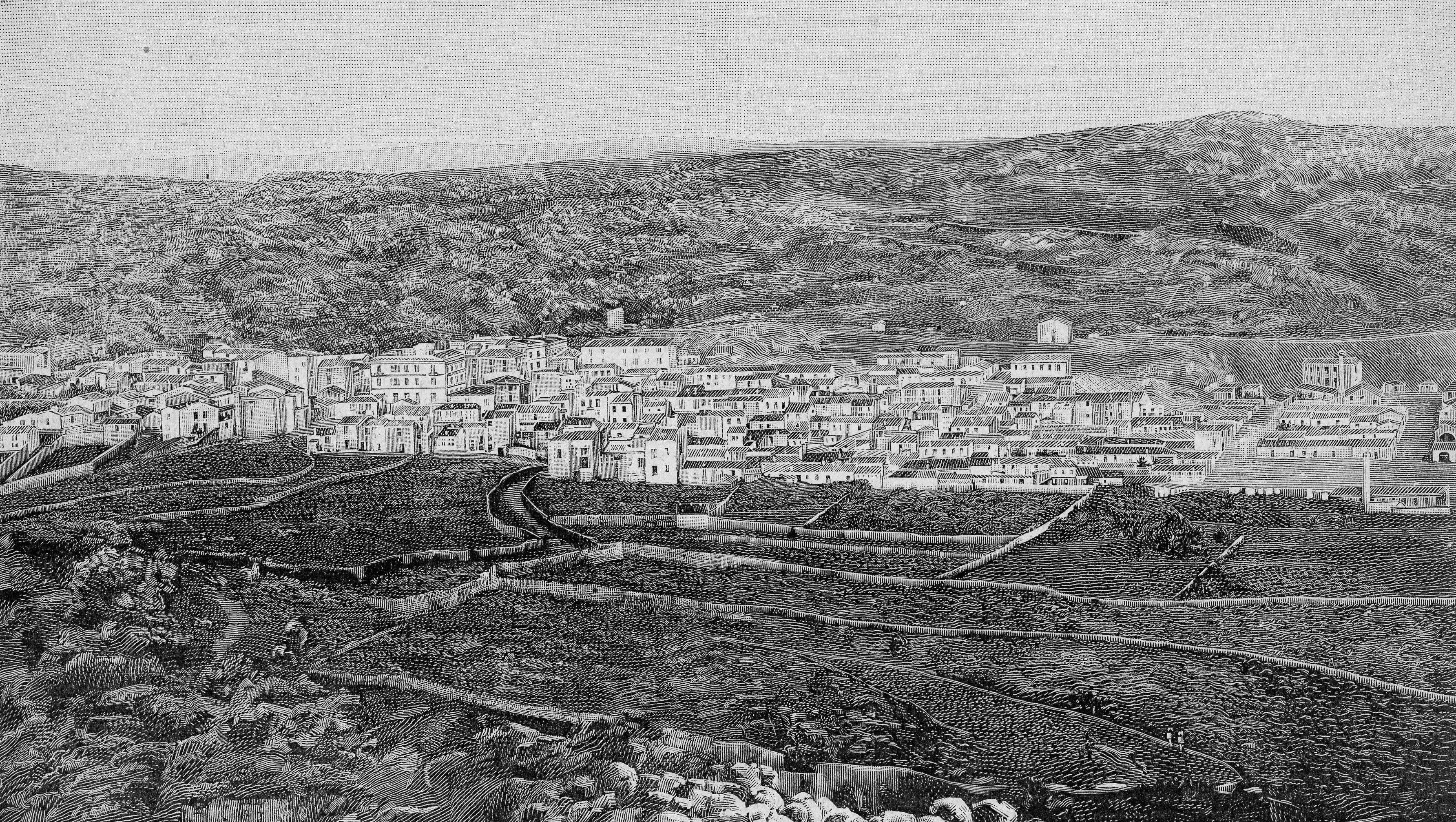
Panorama di Santa Teresa Gallura (xilografia, 1901)

Quando nel 1720 l'isola passò ai Savoia venne inviato come comandante della torre Francesco Maria Magnon, che capì la necessità di creare un centro abitato nei pressi della fortezza. 
Il 12 agosto 1808 un decreto di Vittorio Emanuele I diede inizio alla fondazione di Santa Teresa, fu lo stesso re che disegnò la pianta del paese e decise il nome in onore di sua moglie: la regina Maria Teresa d'Asburgo-Este.
(Cagliari dalla Regia Segreteria di Stato, lì 13 agosto 1808)
A 3 km circa dal centro, nasce sotto una pineta secolare la chiesa del Buoncammino, costruita nel XVII secolo.

### Simboli
Lo stemma e il gonfalone sono stati concessi con decreto del presidente della Repubblica del 21 giugno 1994.
(D.P.R. 21.06.1994)
Nello stemma è raffigurata la torre di Longonsardo, simbolo del paese.
Il gonfalone è un drappo di bianco.

## Monumenti e luoghi d'interesse

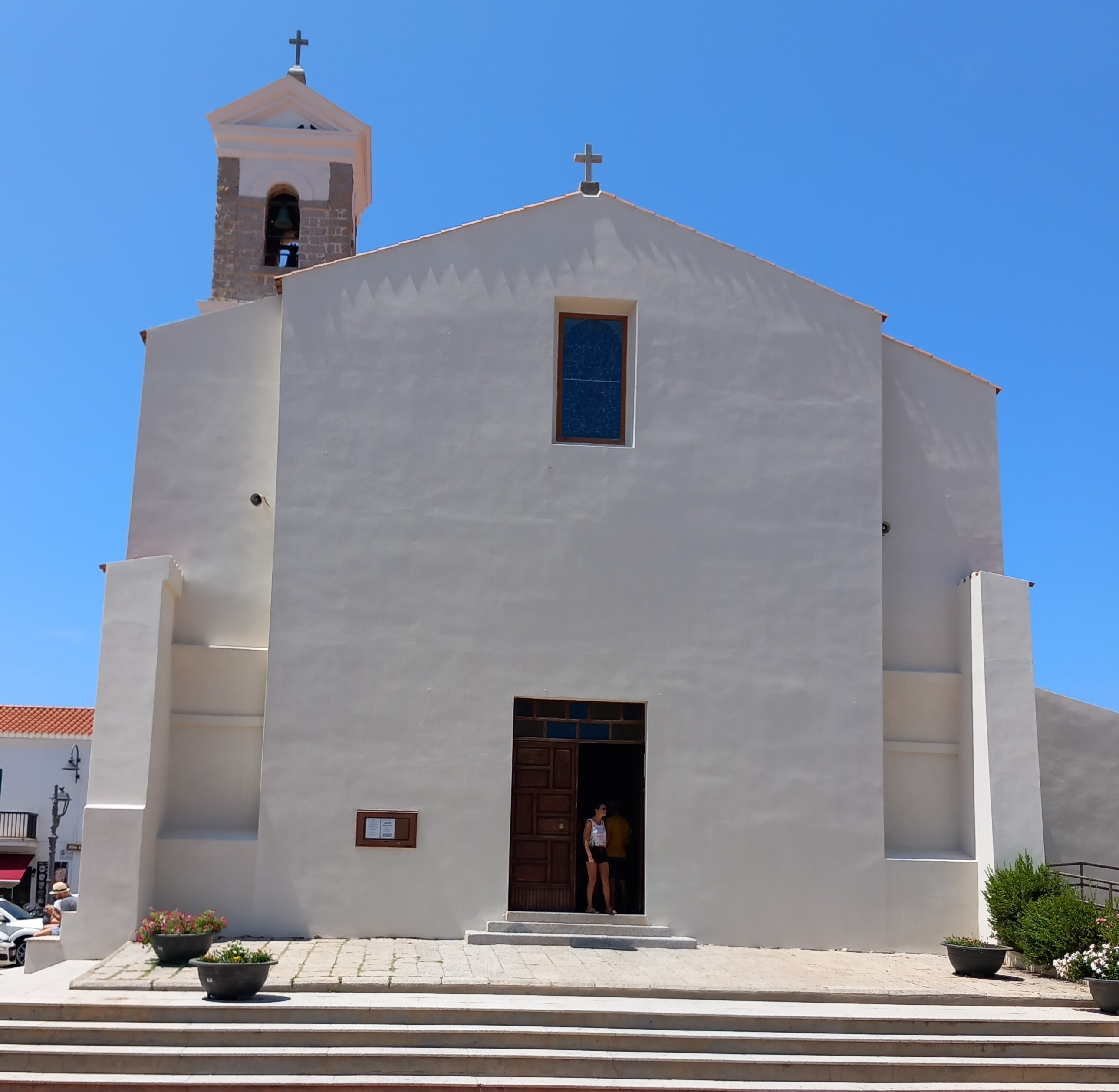
Chiesa di San Vittorio

### Architetture religiose
- Chiesa di San Vittorio
- Chiesa della Madonna del Buoncammino
- Chiesa di Santa Lucia
- Chiesa di Santa Reparata
- Chiesa di San Tomaso nella frazione di Porto Pozzo

### Architetture militari
- Torre di Longonsardo

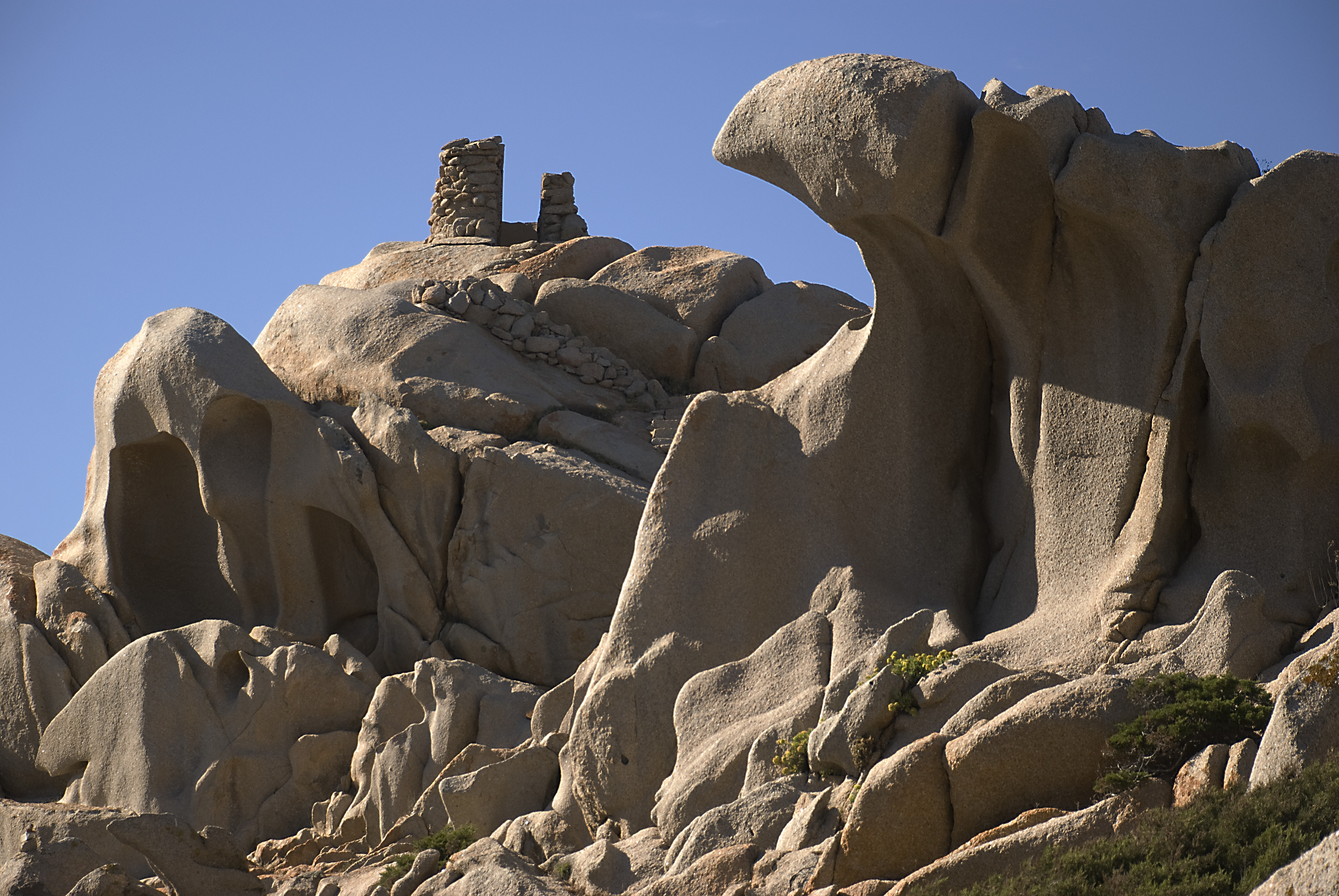
Ruderi della torre di Santa Reparata

- Di particolare interesse è la batteria Ferrero: rudere di fortificazioni della seconda guerra mondiale composto da postazioni di artiglieria, bunker, caserme, miniere a cielo aperto e collegamenti ferroviari costruiti principalmente per il trasporto di materiale bellico e roccia granitica.
- Torre di Santa Reparata (o della testa): sono i ruderi di una torre costiera situata a Capo Testa, nella frazione di Santa Reparata.[9][10] Edificata nel 1559 nel periodo aragonese,  era in contatto con la torre di Vignola.[10] Venne distrutta nel 1639.[11]

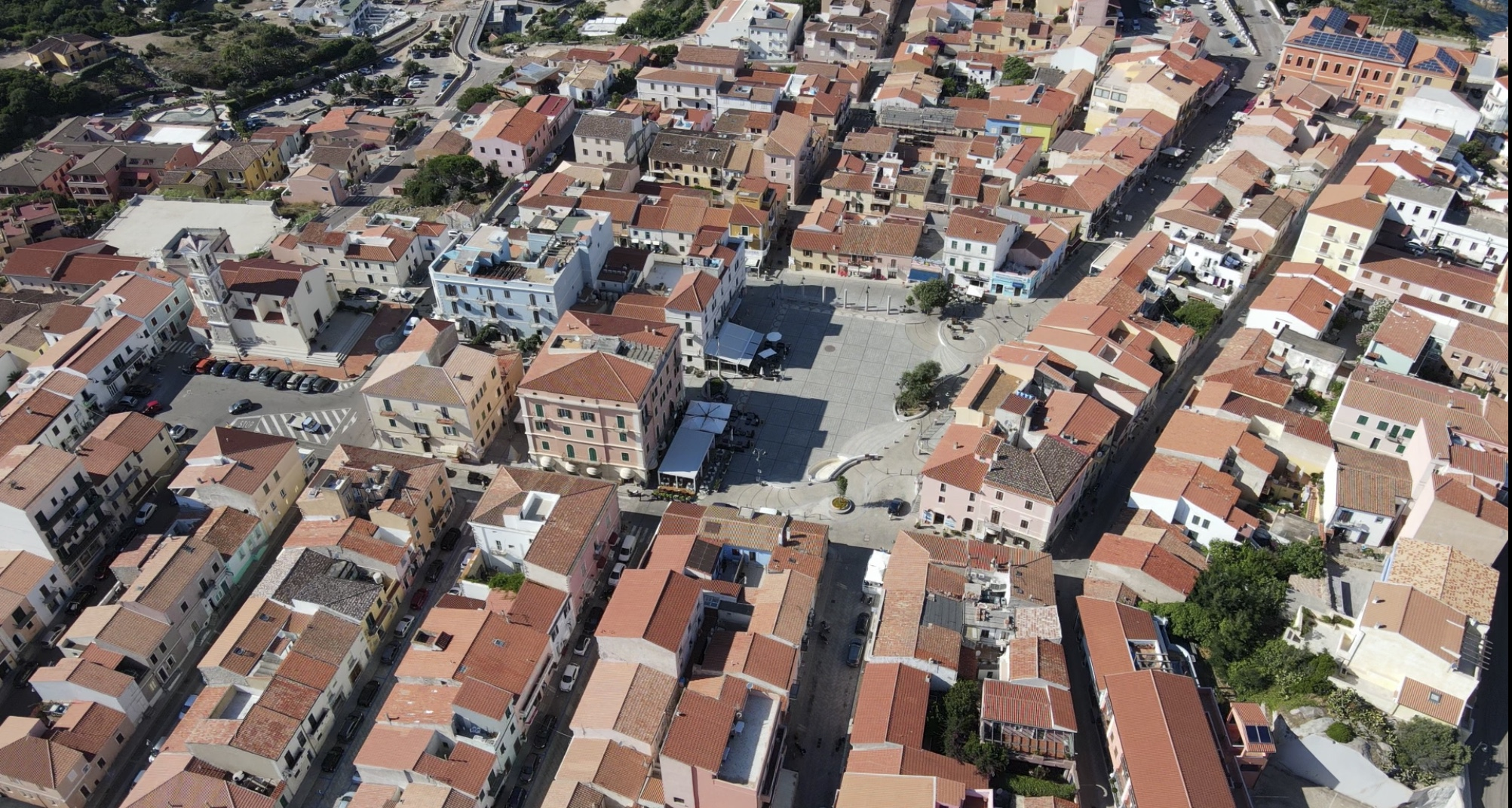
Centro storico di Santa Teresa Gallura

### Altro

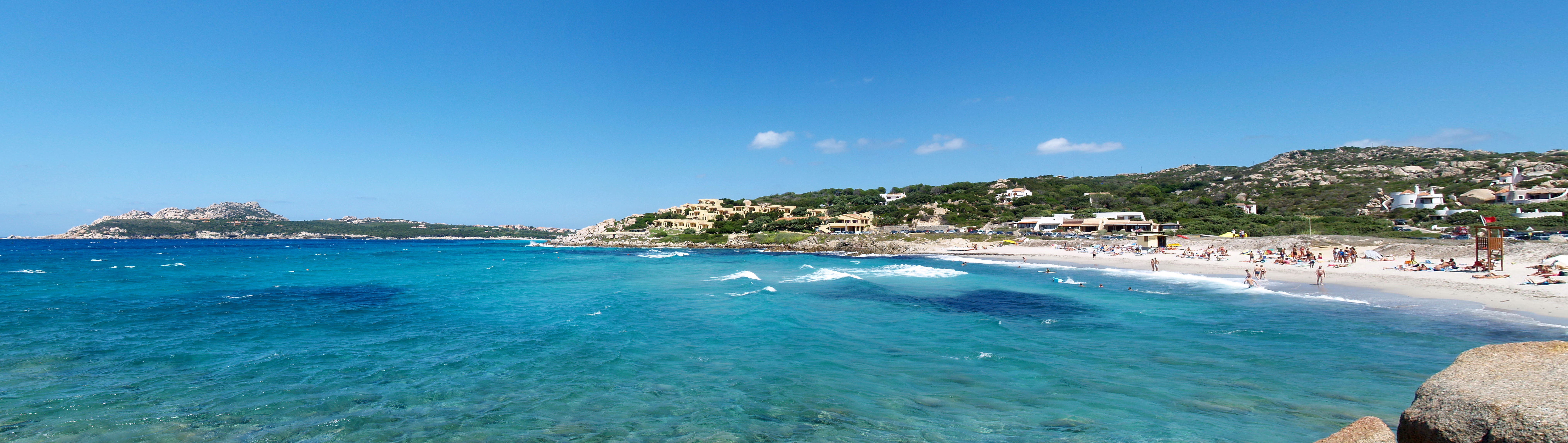
La spiaggia Santa Reparata

- Spiaggia Rena Bianca
- Spiaggia Santa Reparata

#### Piazze
- Piazza Vittorio Emanuele I
- Piazza della Libertà
- Piazza Bruno Modesto

### Siti archeologici
Di notevole importanza archeologica è il sito nuragico di Lu Brandali, risalente all'età del bronzo.

## Società

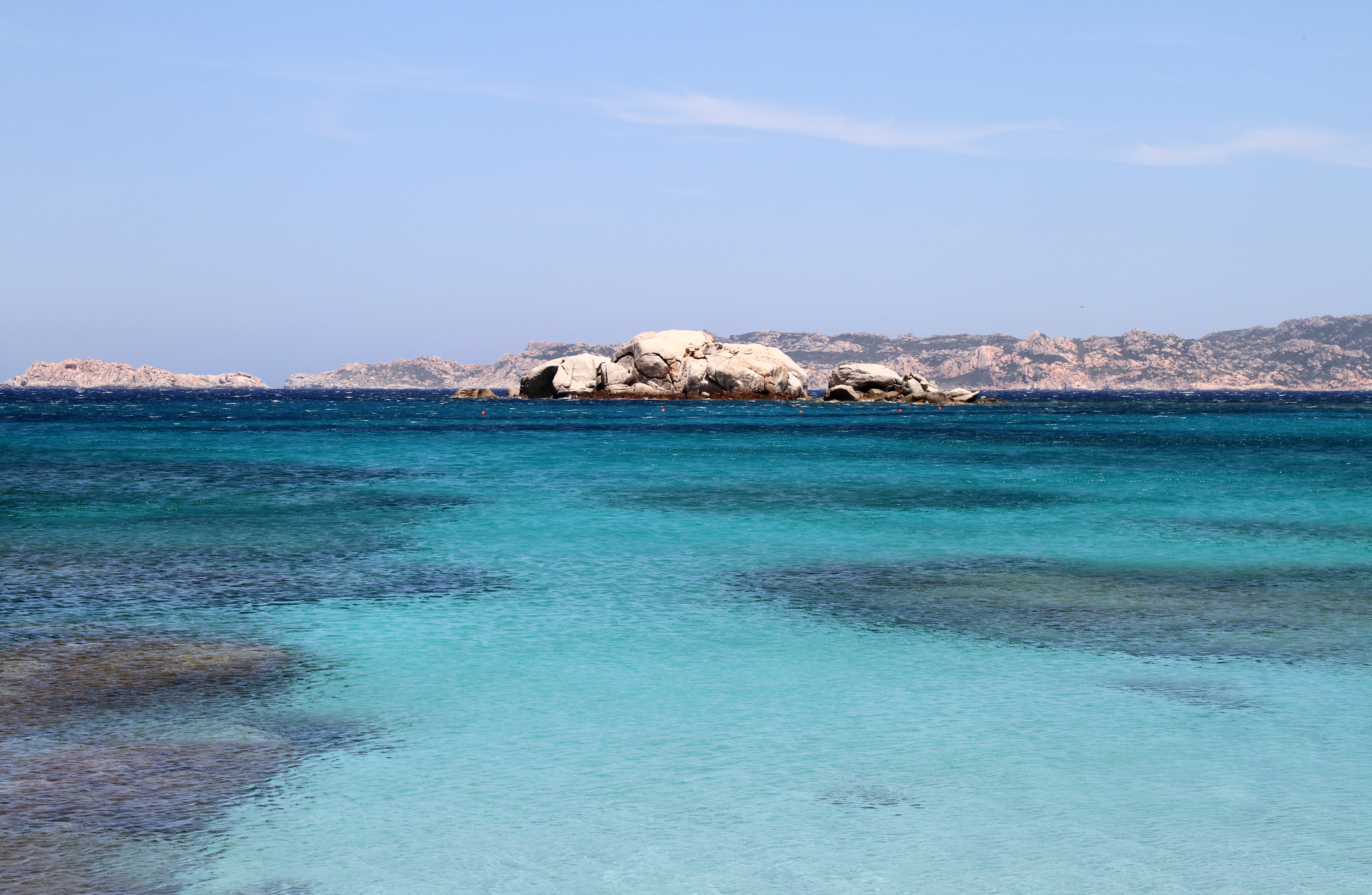
Spiaggia della Licciola e scoglio della Colombaia

Il paese si affaccia sulla Spiaggia della Licciola, molto frequentata dai turisti e dai residenti, da cui si può ammirare lo Stretto di Bonifacio e la Corsica.

### Evoluzione demografica
Abitanti censiti

### Etnie e minoranze straniere

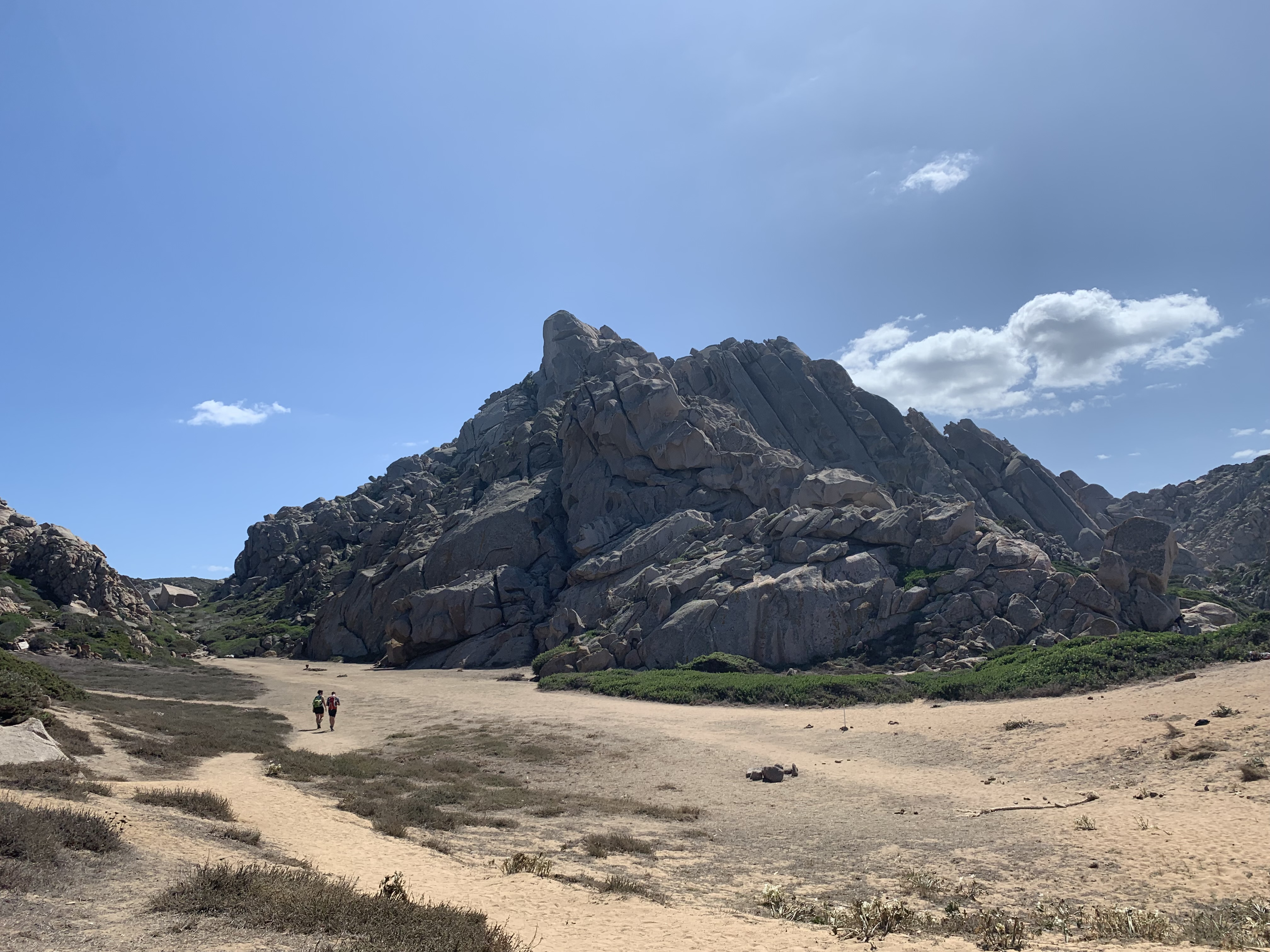
La Valle della Luna dove risiede una comunità hippy

Secondo i dati dell'ISTAT la popolazione straniera residente al 31 dicembre 2010 era di 505 persone. Le nazionalità più rappresentate in base alla loro percentuale sul totale della popolazione residente, erano:
- Romania: 273, 5,22%

### Lingue e dialetti
Il dialetto parlato a Santa Teresa Gallura è il gallurese, anche se sono presenti delle variazioni sul linguaggio che differiscono dal dialetto originale, per via dell’immigrazione che il territorio ha avuto durante i secoli 1800 e 1900 da parte di numerosi pescatori provenienti dall'isola di Ponza, poi stabilitisi permanentemente in loco, comportando col tempo una fusione dialettale e socio-culturale tra le tradizioni.
Dovendo i ponzesi adattarsi per farsi capire dalla allora popolazione teresina e quindi imparare a parlare il dialetto locale, commettevano errori lessicali cambiando di fatto molte parole, “italianizzandole” o anche usandone alcune dal loro dialetto. Si era così creata una cosiddetta "isola linguistica", poi consolidatasi.
Per questo, la variante del gallurese che vi è parlata è il "teresino/lungunesu", come viene sostenuto anche dagli stessi abitanti. Viene anche chiamata "punzesu" in maniera goliardica o anche offensiva.
Principalmente, la suddetta variante è presente nel paese di Santa Teresa Gallura ed in alcune aree molto vicine comunque direttamente circostanti ad esso, ma non su tutto il territorio comunale. La zona grigia fonetico lessicale tra il gallurese originale e il teresino/lungunesu è riconducibile nella frazione di Ruoni. Nelle altre principali frazioni del comune, quali Marazzino, La Ficaccia, Porto Pozzo, San Pasquale e nella maggior parte dell’agro, non vi è parlato il teresino/lungunesu.
Di seguito, un elenco di alcune parole che dal gallurese originale possono essere così tradotte nella parlata teresina/lungunesa e rappresentano le maggiori differenze (legenda: italiano – gallurese – teresino/lungunesu):
- Anguria – Sindria – Patecca
- Pomodoro – Tumatta – Pumatta
- Melone – Miloni – Milò
- Pepe – Spezia – Pearu
- Soldi – Sòldi – Dinà
- Carcioffo – Scaglioffa – Calcioffu
- Andava – Andàa, andaghìa – Andaia
- Tornava – Turràa – Turraia
- Trovare, trovato – Agattà, autu – Truà, truatu
- Nascondere, nascosto – Cuà, cuatu – Ammacà, ammacatu
- Diventare, diventa, diventato – Filmà, felma, filmatu – Diintà, dienta, diintatu
- Sazio, saziato – Tecchju, ticchjatu – Pienu, impinatu
- Bottiglia – Ambula – Buttiglia
- Vuoto – Bòitu – Bìotu
- Cinghiale – Pulcavru – Pulciavru
- Capire, capito – Cumprindì, cumpresu – Capì, capitu
- Capisco, capisci – Cumprèndu, cumprèndi – Capiscu, capisci
- Terra – Tarra – Terra
- Sugo – Bagna – Sugu
- Rubare, rubato – Furà, furatu – Arrubbà, arrubbatu, rubbà, rubbatu
- Rompere, rotto – Fiaccà, fiaccatu – Rumpì, ruttu
- Rientrare, rientrando – Turrà, turrendi – Rientrà, rientrendi
- Di là – Chindi – Culà, culandi
- Spazzare – Ammundà – Spazzà
- Bicchiere – Tazza – Bicchieri
- Cassetto – Calasciu – Cassettu
- Mettere, messo – Punì, postu – Mittì, missu
- Comprare, comprato – Cumparà, cumparatu – Cumprà, cumpratu
- Niente – Nudda – Nienti
- Enorme – Mannu abbeddu – Tamantu (solo in caso di esclamazione)
- Bagnare, bagnato – Infundì, infusu – Bagnà, bagnatu
- Via (strada) – Carrera – Vvìa
- Sedia – Catrea – Ssèdia
- Non (avv.) – Nò – Nun

Molte parole dove nel gallurese è presente la forma “Ghj”, vengono invece pronunciate solo con la “J” es.
- Già (avv.) – Ghjà – Jà
- Gallina – Ghjaddina – Jaddina
- Gallo – Ghjàddu – Jàddu
- Chiesa – Ghjèsgia – Jèscia, chièscia
- Religioso – Ghjsgiulanu – Jesgiulanu, chiesgiulanu
- Abbaio – Abbagghju – Abbaju

Tutte le frasi dove nel gallurese è contenuto il “V’”,“Vi” o “V’è”, vengono invece pronunciate con “C’”, “Ci” o “C’è” es.
- Lui ieri non c’era – Iddu arimani no v’era – Iddu arimani nun c’era
- Non c’è nessuno – No v’è nisciunu – Nun c’è nisciunu
- Ci sei oggi al mare? – Vi sei ogghji allu mari? – Ci sei ogghji allu mari?

Frasi e “battute” tipiche teresine/lungunesi:
- “Hai paldutu la Cossica di ista?” (“Hai perso la Corsica di vista?”)
- “Cos’hai lu capu a Municca?” (“Cos’hai la testa a Municca?”)

## Istruzione

### Archivi e biblioteche
- Biblioteca comunale "Grazia Deledda"
- Mediateca comunale
- Archivio storico comunale

## Geografia antropica

### Urbanistica
Il centro abitato, caratterizzato da costruzioni basse, si sviluppa attorno a due insenature: quella di Porto Longone, un profondo fiordo naturale al fondo del quale c'è il porticciolo, e quella di Rena Bianca, che racchiude la celebre spiaggia di sabbia finissima e bianca.
Una delle caratteristiche peculiari della conformazione della cittadina è la pianta romana, ovvero un impianto urbano fatto di una rete di vie che si incrociano perpendicolarmente. La forma è tipica degli insediamenti piemontesi di origine militare (ad esempio come Carloforte e Calasetta costruiti per i tabarchini provenienti dalla Tunisia) e ciò dimostra l'incidenza che ha avuto la presenza del contingente piemontese in questi luoghi.
All'estremità nord del paese è presente un belvedere da cui si può ammirare il panorama marittimo dall'alto e si può vedere la Corsica.

## Economia

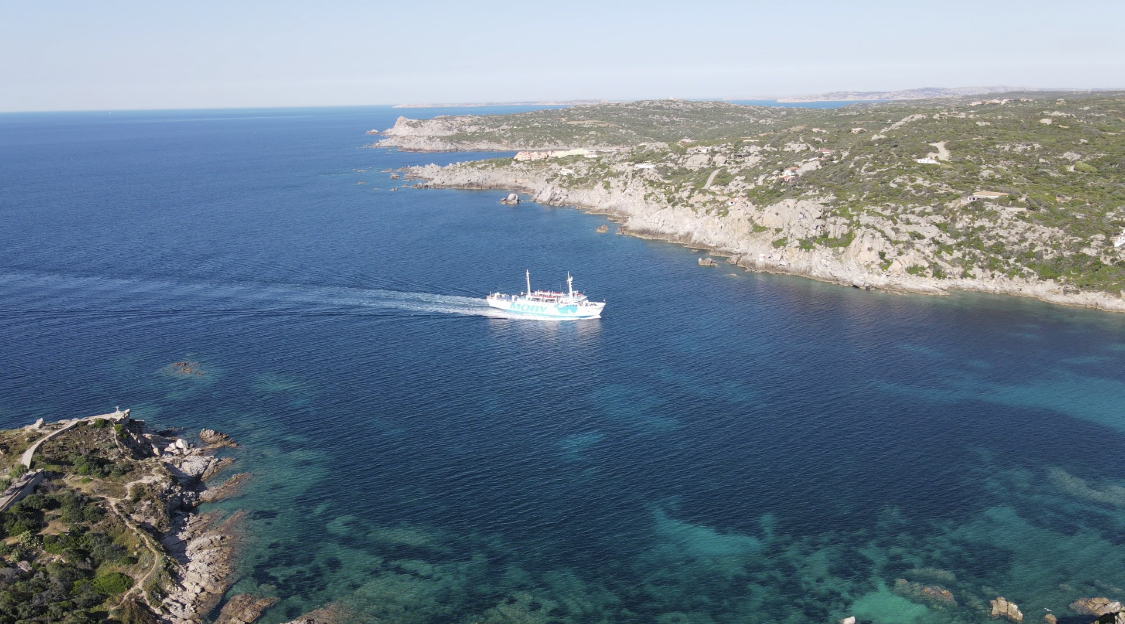
Traghetto in arrivo nel porto di Santa Teresa Gallura, partito da Bonifacio

Meta turistica molto ambita, l'economia del borgo è fondata sulla forte presenza turistica, italiana e straniera. Il porto, che ha conquistato una notevole importanza diportistica, con i trattati europei di libero scambio, ha da tempo perso quella che per decenni è stata l'antica connotazione frontaliera. Attualmente assicura, tramite traghetti che effettuano corse plurigiornaliere, collegamenti continui per i turisti e le merci con Bonifacio, e le isole dell'arcipelago de  La Maddalena.

## Amministrazione

### Gemellaggi
- Ponza, dal 2019
- Folgaria, dal 1987

## Sport

### Escursionismo
A Santa Teresa Gallura si trova la partenza ufficiale del Sentiero Italia (SICAI), uno dei sentieri escursionistici a lunga percorrenza  più estesi al mondo, di oltre 7000 km e arrivo a Muggia (Friuli-Venezia Giulia).

### Ciclismo
Il 5 maggio 2017 la prima tappa del Giro d'Italia 2017 (Alghero - Olbia) è passata per la prima volta nella storia da Santa Teresa Gallura.